# لینا هدلند
لینا هدلند (به انگلیسی: Lina Hedlund) (زاده ۲۸ مارس ۱۹۷۸) خوانندهٔ و بازیگر سوئدی است.
او عضو گروه آلکازار است.